# Болница ЈВуО у селу Јездина
Болница ЈВуО у селу Јездина била је једна од привремених санитетских установа у Чачанском крају, која је у згради основне школе радила током Другог светског рата у 1943 и 1944. години.

## Историја
У све учесталијим сукобима са партизанима, српским добровољцима и окупатором током 1943. и 1944. године јавио се све већи број рањеника, па је у циљу њиховог збрињавања формирана болница у селу Јездина. За команданта болнице постављен је капетан Бошко Караклајић, који је сеоску школу одесио за истурено одељење четничке болнице у Чачку.
За рад у болници Командант села Јездина, Гојко Јелушић са члановима равногорског одбора одредио је групу људи из села да окрече школу и припреме просторије за смештај рањеника. Омладинци из села организовано су прикупљали материјална средства и опрему за болницу, а равногорски одбор је разрезао поједином породицема обавезу да дају одређену количину намирница за потребе рањеника и страже.
У саставу болнице била је организована и стална стража од 15 војника. Болничко особље чинили су мобилисани болничари и болничарке, чланице ЖРОС-а и Црвеног крста из Чачка, а од равногорског одбора села Јездина Команда ЈВуО захтевала је да да улогу болничарки обављају и јездинске девојке старије од 18 година.